# Andrzej Weber (architekt)
Andrzej Kazimierz Weber (ur. 30 listopada 1933 w Nowym Tomyślu, zm. 17 czerwca 1996 w Kłodzku) – polski architekt.

## Życiorys
Pochodził z wielodzietnej rodziny poznańskiej. Do Kłodzka przybył razem z matka i siostrą w 1946 roku. Dokończył tutaj ostatnie klasy szkoły podstawowej. Następnie w latach 1949-1953 uczęszczał do Liceum Ogólnokształcącego nr 1 im. Bolesława Chrobrego w Kłodzku. W tym czasie podjął pracę jako instruktor w kłodzkim Domu Harcerza. Ze względów materialnych ostatnią klasę gimnazjum kończył w LO dla Pracujących, jednocześnie pracując w Spółdzielni Przemysłu Ludowego i Artystycznego CPLiA. W latach 1954–1958 studiował na Wydziale Architektury Politechniki Wrocławskiej. Pracę dyplomową, napisaną pod kierunkiem prof. J. Szablowskiego, obronił w roku następnym.
Praca zawodowa
- 1959-1963 Wojewódzkie Biuro Projektów we Wrocławiu - Wielobranżowy Dział Terenowy w Kłodzku
- 1963-1966 kierownik Zespołu Urbanistyki Powiatowego Prezydium Rady Narodowej w Kłodzku; uczestniczył wtedy w opracowaniu Planu Szczegółowego Zagospodarowania Dzielnicy Staromiejskiej w Kłodzku za co uhonorowano go nagrodą Ministra Budownictwa (1966 r.)
- 1966-1969 kierownik Wydziału Remontów Kapitalnych i zastępca dyrektora Miejskiego Zarządu Budynków Mieszkalnych w Kłodzku
- 1969-1990 Dział Terenowy Wojewódzkiego Biura Projektów w Kłodzku.

W 1990 przeszedł na rentę inwalidzką. Od września 1990 do marca 1991 pełnił funkcję zastępcy burmistrza miasta Kłodzka. Pochowany na Cmentarzu Komunalnym przy ul. Dusznickiej.

## Wybrane realizacje
- zespół parafialny z kaplicą parafii Podwyższenia Krzyża Świętego w Kłodzku
- zespół parafialny z kaplicą Królowej Różańca Św. w Dzierżoniowie
- budownictwo jedno- i wielorodzinne w Kłodzku: ul. Sienkiewicza, ul. Jana Pawła II 11, ul. Czeska 28, 33-37, ul. Tumska 1
- domy wolnostojące w Jaszkowej, Ścinawce Średniej, Polanicy-Zdroju